# Erythemis
Erythemis ist eine Gattung der Großlibellen (Anisoptera) in der Familie der Segellibellen (Libellulidae). Innerhalb dieser wird die Gattung der Unterfamilie Sympetrinae zugeordnet. Das Taxon wurde 1861 von Hermann August Hagen eingeführt. Das Verbreitungsgebiet erstreckt sich vornehmlich über Süd- und Zentralamerika, reicht aber zuweilen auch in die südlichen Staaten der USA.

## Merkmale
Erythemis-Arten werden 35 bis 62 Millimeter groß und sind vornehmlich rot, blau sowie braun und schwarz gefärbt.
Die Komplexaugen der Vertreter der Erythemis berühren sich, verschmelzen aber auch nicht wie bei manchen anderen Gattungen der Großlibellen. Das breite abgeflachte Abdomen ist etwas kürzer als die Flügel und wird apikal etwas schmaler. Die Hinterleibsanhänge sind kurz und wie die Genitalien auch sehr schwach ausgebildet. Ein weiteres prominentes Merkmal gegenüber anderen Gattungen sind die drei bis vier Borsten, die die Erythemis-Arten auf ihrem Femur haben.

## Habitat
Die Erythemis-Vertreter sind insbesondere im warmen Sonnenlicht aktiv. Dabei bevorzugen sie Tümpel, Weiher, Marsch- und Sumpfland sowie langsam fließende Bäche.

## Systematik
Im Folgenden eine Liste der beschriebenen Arten mit deren Verbreitungsgebiet (GBIF, Stand 2025):
- Erythemis attala (Selys, 1857) – Nearktis, Neotropis
- Erythemis carmelita Williamson, 1923 – Neotropis
- Erythemis collocata (Hagen, 1861) – Nearktis, Mexiko
- Erythemis credula (Hagen, 1861) – Neotropis
- Erythemis haematogastra (Burmeister, 1839) – Neotropis, Mexiko
- Erythemis mithroides (Brauer, 1900) – Neotropis, Mexiko
- Erythemis peruviana (Rambur, 1842) – Neotropis, Mexiko
- Erythemis plebeja (Burmeister, 1839) – Neotropis, Nearktis
- Erythemis simplicicollis (Say, 1839) – Nearktis, Mittelamerika
- Erythemis vesiculosa (Fabricius, 1775) – Nearktis, Neotropis